# Bro Garmon
Bro Garmon est une communauté du borough de comté de Conwy, au pays de Galles.
Elle est située dans le centre du borough de comté. Au recensement de 2011, la communauté, qui comprend les villages de Capel Garmon (en) et Melin-y-Coed (en), comptait 652 habitants.